# Zeriba
ASHIR (zriba) est le chef lieu de la commune d’Ahl El Ksar, de la wilaya de Bouira en Algérie.